# Tombe des Charons
La tombe des Charons ou tombe des Carons (Tomba dei Caronti en italien) est l'une des tombes peintes étrusques, datée de 275-250 av. J.-C., de la  nécropole de Monterozzi, proche de la ville de Tarquinia. 

## Histoire
La tombe a été découverte en 1960.

## Description
La tombe comporte deux chambres funéraires.
Le décor à fresque qui a donné son nom à la tombe consiste en deux démons ailés (Charon) représentés sur les côtés d'une porte, symbolisant le passage vers l'au-delà.